# EwaMaria Björkström
EwaMaria Björkström-Roos, (eg. Ewa Maria Thérése Angelica Björkström Roos) född 25 november 1955 i Örebro, är en svensk skådespelare, sångare och röstpedagog. Björkström-Roos studerade vid Statens scenskola i Stockholm 1979-82.

## Filmografi
| År   | Titel                       | Notering              |
| ---- | --------------------------- | --------------------- |
| 1982 | Ingenjör Andrées luftfärd   |                       |
| 1982 | Ett hjärta av guld          |                       |
| 1986 | Som ni behagar              |                       |
| 1986 | På liv och död              |                       |
| 1988 | Freden och jag              |                       |
| 1988 | Jungfruresan                |                       |
| 1988 | Livsfarlig film             |                       |
| 1989 | Tiger Rag                   | TV-serie              |
| 1989 | Lorry                       | TV-serie              |
| 1990 | Nötknäpparen och muskungen  | svensk röst           |
| 1993 | Snoken                      | TV-serie              |
| 1995 | Stannar du så springer jag  |                       |
| 1995 | Drömbollen                  | svensk röst           |
| 1996 | Flipper                     | svensk röst           |
| 1997 | Tic Tac                     |                       |
| 1997 | Rederiet                    | TV-serie              |
| 1998 | Rudolf med den röda mulen   | svensk röst           |
| 1999 | Babar – elefanternas konung | svensk röst           |
| 1999 | Sailor Moon                 | TV-serie, svensk röst |
| 2000 | Sniglar                     | svensk röst           |
| 2000 | Soldater i månsken          | TV-serie              |
| 2001 | Sniglar & råttsalami        | svensk röst           |
| 2001 | See Me                      |                       |
| 2001 | Mirakelpojken               | TV-serie              |
| 2005 | Om du var jag               | TV-serie              |
| 2007 | Se upp för dårarna          |                       |
| 2007 | Bror och syster             | TV-serie              |
| 2007 | Alvin och gänget            | svensk röst           |
| 2008 | Sagan om Despereaux         | svensk röst           |
| 2013 | Emil & Ida i Lönneberga     | svensk röst           |
| 2016 | Sing                        | svensk röst           |
| 2021 | Sing 2                      | svensk röst           |

## Teater

### Roller (urval)
| År   | Roll                     | Produktion                                         | Regi                | Teater                 |
| ---- | ------------------------ | -------------------------------------------------- | ------------------- | ---------------------- |
| 1987 | Adelaide Yates           | Chang Eng Göran Tunström                           | Henric Holmberg     | Stockholms stadsteater |
| 1988 | Chick Boyle              | Ensamma hjärtan Beth Henley                        | Lena Söderblom      | Stockholms stadsteater |
| 1991 | Bärta                    | Minns du den stad Per Anders Fogelström            | Johan Bergenstråhle | Stockholms stadsteater |
| 1996 | Lillian                  | Rika barn leka bäst Carin Mannheimer               | Lena Söderblom      | Stockholms stadsteater |
| 2003 | Joanie Lish              | Allt eller inget Terrence Mcnally och David Yazbek | Marianne Mörck      | Stockholms stadsteater |
| 2004 | Teaterdrottningen Hovdam | Hamlet William Shakespeare                         | Philip Zandén       | Stockholms stadsteater |

### Fotnoter
1. ↑  Merinfo: Ewa Maria Roos
2. 1 2  ”EwaMaria Björkström”. Svensk Filmdatabas. http://www.svenskfilmdatabas.se/sv/Item/?type=person&itemid=169787. Läst 17 januari 2021.